# Pierre Bessand-Massenet
Pierre Bessand-Massenet, né le 5 octobre 1899 à Paris (17e), mort dans la même ville (7e arrondissement) le 31 mars 1985 est un historien et éditeur français.

## Biographie
Né sous le nom de Pierre Alloënd-Bessand, il est "autorisé à porter dorénavant le nom Bessand-Massenet par jugement homologuant un décret transcrit le 29 août 1923".
Fils de Léon Alloënd-Bessand (1859-1943) et de Juliette Massenet (1868-1935), il est le petit-fils de Charles Alloënd-Bessand (1829-1915), président du tribunal de commerce de Paris, directeur du magasin de La Belle Jardinière, officier de la Légion d'honneur [et de son épouse Emma Parissot (1832-1910), de la famille qui a fondé en 1824 l'enseigne A la belle jardinière] et du compositeur Jules Massenet.
Il effectue des études de lettres, après lesquelles il devient collaborateur des éditions Grasset de 1926 à 1939, puis administrateur des éditions Plon. Il fonde, avec Maurice Bourdel, les éditions La Palatine, qu'il dirige jusqu'en 1972.

## Publications
- L'attaque de Grenelle, les communistes en 1796, Hachette (collection Récits d'autrefois), 1926.
- Babeuf et le parti communiste en 1796, Hachette (collection Récits d'autrefois), 1926.
- Air et manière de Paris, au fil d'un siècle, Bernard Grasset, 1937. [textes annotés et groupés par P. Bessand-Massenet]
- L'esprit de bourgeoisie, ou rien ne renseigne comme les visages, Plon, 1941. [préface de Paul Morand]
- Itinéraire sentimental. De Musset à Cocteau, éditions Le Milieu du Monde, 1942. [choix de textes par P. Bessand-Massenet]
- La France après la Terreur, 1795-1799, Plon, 1946.
- Les deux France, 1799-1804, Plon, 1949.
- Femmes sous la Révolution : la fin d'une société, Plon, 1953.
- Magie rose (roman), Plon, 1955.
- La Vie de conspirateur, 1793-1797 (d'après des documents inédits), Plon, 1956.
- Le Frangin (roman), La Table Ronde, 1958.
- Robespierre, Plon, 1961.
- Le 18 Brumaire, Hachette (collection L'histoire par l'image), 1965.
- De Robespierre à Bonaparte, les Français et la Révolution, Fayard, 1970.
- Quand la France attendait Bonaparte, 1794-1800, Librairie Académique Perrin, 1978.
- Récit des temps révolutionnaires, Librairie Académique Perrin, 1984. [préface d'André Castelot]